# Cempaka Sakti
Cempaka Sakti is een bestuurslaag in het regentschap Lahat van de provincie Zuid-Sumatra, Indonesië. Cempaka Sakti telt 1297 inwoners (volkstelling 2010).